# Dépôt de couche mince
Le dépôt de couche mince désigne l'ensemble des techniques qui permettent de déposer une couche mince ou film mince de matériau sur un substrat ou sur des couches déposées antérieurement. Le terme « mince » est relatif, mais la plupart des techniques de dépôts permettent typiquement de déposer des épaisseurs de couche de quelques nanomètres. Certains, comme l'épitaxie par jet moléculaire, permettent même de déposer une seule couche atomique à la fois. 
Cette technique est très utile pour créer des composés impossibles à fabriquer par chimie en masse (procédés traditionnels, tels que la fonderie). On peut notamment citer dans la fabrication optique (pour des revêtements réfléchissants ou anti-reflet, par exemple), l'électronique (couches d'isolants, de semi-conducteurs et de conducteurs des circuits intégrés), l'emballage (feuilles de PET recouvertes d'aluminium), et l'art contemporain (voir notamment les travaux de Larry Bell). Des processus similaires sont parfois utilisés quand l'épaisseur n'est pas critique. C'est le cas, par exemple, de la purification du cuivre par galvanoplastie, et le dépôt de silicium et d'uranium enrichi par un processus similaire à une CVD, à la suite d'un processus en phase gazeuse.
Les techniques de déposition se répartissent en deux grandes catégories, selon que le processus est essentiellement chimique ou physique.

## Méthodes de dépôt

### Types de technique

#### Dépôt chimique
Lors d'un dépôt chimique, un fluide précurseur subit une réaction chimique sur une surface solide, laissant une couche solide. Puisque le fluide recouvre l'ensemble de la surface du solide, le dépôt s'effectue sur toute la surface. On peut citer comme exemples le revêtement, le procédé sol-gel, l'enduction centrifuge (souvent appelée spin-coating, emprunté de l'anglais), le dépôt chimique en phase vapeur (ainsi que la variante assistée par plasma), ou encore le dépôt de couche atomique.

#### Dépôt physique
Un dépôt physique implique des procédés mécaniques, électromécaniques ou thermodynamiques pour produire une couche mince de solide. Le matériau à déposer sur le substrat est placé dans un environnement tel que les particules qui le composent échappent de sa surface. En face de cette source de matériau se situe une surface plus froide (substrat), qui récupère de l'énergie de ces particules lorsqu'elles arrivent, ce qui permet la formation d'une couche solide. L'ensemble de ce système est maintenu dans une chambre de dépôt sous vide, pour plusieurs raisons. Premièrement, cela rend le mouvement des particules plus rapide, et deuxièmement, cela limite la présence intempestive dans la couche déposée d'atomes ou molécules présentes dans l'atmosphère environnante. On peut citer comme exemples l'évaporation sous vide, la pulvérisation cathodique, le dépôt laser pulsé, le dépôt électrohydrodynamique.

## Impossible à synthétiser?
La thermodynamique fixe un certain nombre de règles quant à la possibilité de créer un composé cristallin. Ces règles passent pour être absolues et n'être entravées que quand « par chance », la cinétique amenant à la destruction du composé vers le composé stable est lente, laissant un répit.
Les films minces, eux, contestent à un certain nombre de reprises ces règles grâce à une limitation : la quantité. Les règles s'appliquent sur des dimensions infinies (ie le « bord » n'a pas d'effet sur l'ensemble). Les couches minces, elles, sont quasiment uniquement en deux dimensions. Rendant ainsi une certaine flexibilité dans les résultats de synthèse.
Citons YBCO, un célèbre composé supraconducteur, les quasi-totalités des couches d'un circuit intégré, les traitements autonettoyants ou basse émissivité des verres de construction... 